# XLIX Krajowy Festiwal Piosenki Polskiej w Opolu
XLIX Krajowy Festiwal Piosenki Polskiej w Opolu odbył się w dniach 1–3 czerwca 2012 w Amfiteatrze Tysiąclecia w Opolu.
Wydarzenia z 3 czerwca nie były emitowane i sponsorowane przez Telewizję Polską, a za całą realizację i koszty odpowiadało Narodowe Centrum Polskiej Piosenki Opolu.

## Koncert „Życia mała garść” - w hołdzie kochanym rodzicom
- Koncert poświęcony twórczości piosenkarki Anny Jantar i kompozytora Jarosława Kukulskiego był jedną z atrakcji trzeciego dnia imprezy, która nie była bezpośrednio transmitowana w TVP1.
- Artystom towarzyszyły Orkiestra Adama Sztaby i Polska Orkiestra Radiowa oraz chór Natalii z programu Bitwa na głosy.
- Sama Natalia córka Anny i Jarosława nie wzięła udziału w koncercie jako wokalistka.
- Prowadzący: Natalia Kukulska i Adam Sztaba.

Źródło: